# Гросс-Пойнт (Мичиган)
Гросс-Пойнт (англ. Grosse Pointe) — город в округе Уэйн штата Мичиган и восточный пригород Детройта, расположенный вдоль озера Сент-Клэр. Он расположен вдоль Ист-Джефферсон-авеню и имеет небольшую северо-западную границу с Детройтом. Это один из пяти городов в районе прибрежной зоны Гросс-Пойнт. Первоначально Гроссе-Пойнт был основан как поселение в 1880 году, а впоследствии уже как город — в 1934 году.

## История

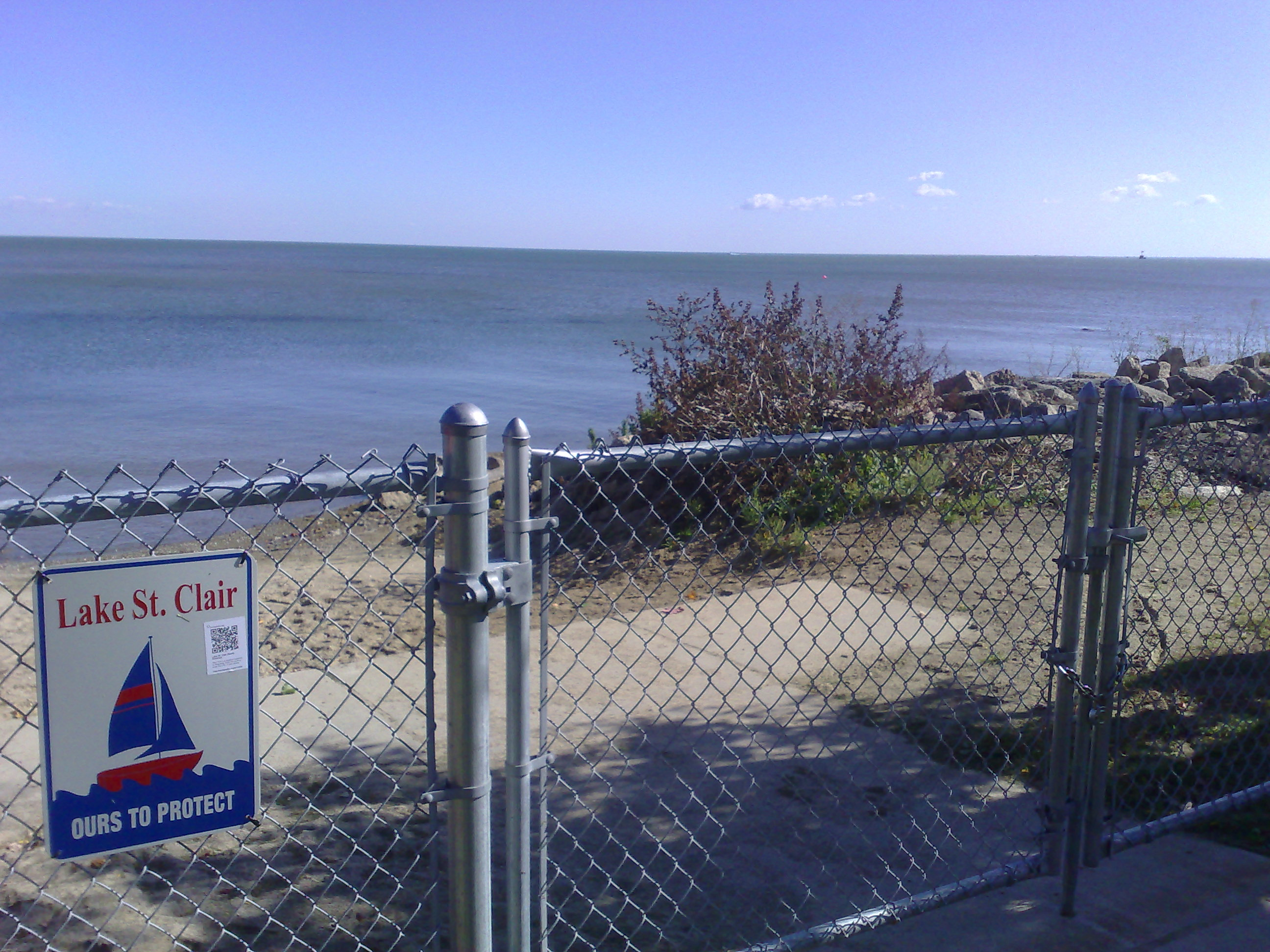
Побережье озера Сент-Клэр

В Гросс-Пойнте пять районов: Гросс-Пойнта-Парк, Гросс-Пойнт-Сити, Гросс-Пойнт-Фармс, Гросс-Пойнт-Вудс и Гросс-Пойнт-Шорс.
Вместе с Гросс-Пойнт-Парк и Гросс-Пойнт-Вудс город включает в себя часть южных Пойнтов, которые старше и более густо населены, чем северные Пойнты (леса и берега Гросс-Пойнт). Он стал густонаселённым между 1910 и 1930 годами как один из первых пригородных пригородов Детройта; в предыдущем столетии Гросс-Пойнт был домом для коттеджей, курортов, ферм и широко расположенных особняков на берегу озера. Город Гросс-Пойнт, фермы Гросс-Пойнт и парк Гросс-Пойнт составляют Южный школьный округ Гросс-Пойнт. Гросс-Пойнт-Вудс и Гросс-Пойнт-Шорс составляют Северный школьный округ Гроссе-Пойнт. Центр города Гросс-Пойнт, расположенный вдоль Керчевэл-авеню от Неффа до Кадье, по мнению многих местных жителей, является центром всех пяти районов Гросс-Пойнт, хотя в каждом из них (за исключением Гросс-Пойнт-Шорс) расположено несколько кварталов торговой недвижимости.

## География
По данным Бюро переписи населения США, общая площадь города составляет 5,83 км², из которых 2,75 км² занимает суша, а 3,08 км² — вода. Вода является частью озера Сент-Клэр.
Уличная планировка Гросс-Пойнта в основном представляет собой сетку внутри границ Кадье, Мак и Фишер-роуд. Внутри этого небольшого прямоугольника большинство кварталов содержат ряды домов на одну семью, построенных между 1910 и 1950 годами, на участках шириной в среднем 50 футов (15 м). На некоторых улицах есть большие задние дворы, такие как Вашингтон и Лейкленд, в то время как другие улицы более компактны. В некоторых районах дома построены в традиционном городском стиле, близко друг к другу, в то время как в других близлежащих кварталах дворы достигают ширины до 150 футов (46 м).

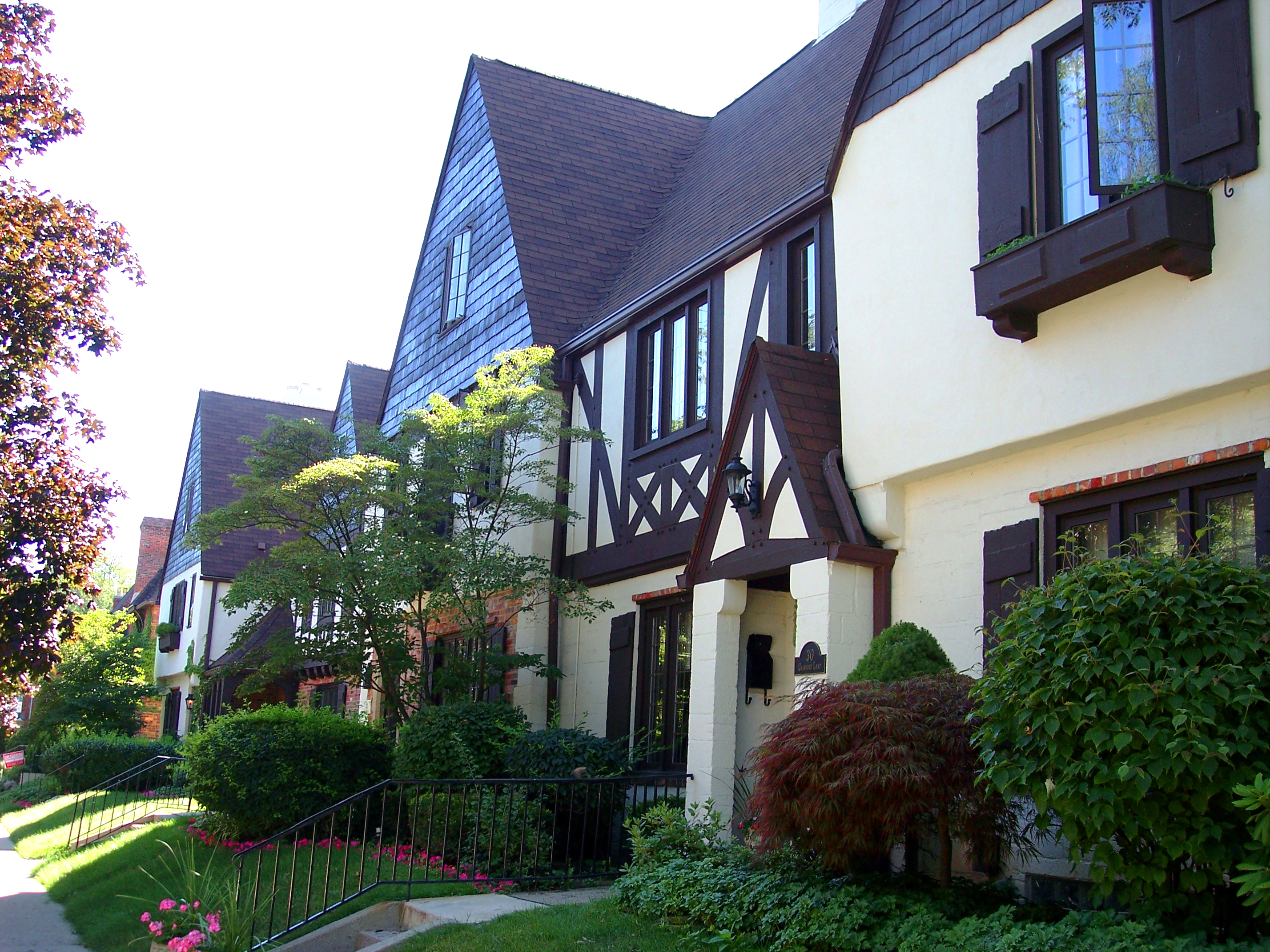
Таунхаусы Гросс-Пойнта

Размеры и стили домов сильно различаются: от 140 до 1110 км², но в среднем чуть меньше 280 км². Большинство самых больших домов находятся в нескольких кварталах от берега озера; к югу от Керчевэл-авеню есть несколько кварталов особняков. Преобладающая архитектура включает в себя неогеоргианский, тюдоровский, голландский колониальный стили и стиль декоративно-прикладного искусства. Также можно найти несколько викторианских домов и традиционных бунгало, в основном к северу и югу от торгового района Виллидж. В некоторых кварталах, как правило, к югу от деревни, есть таунхаусы и квартиры. Большинство из них были построены в 1920-х годах, и их можно увидеть вдоль Сент-Пол, Моми и Джефферсон-авеню, в основном к западу от бульвара Ривард, а также между Нотр-Дам и Кадье к югу от торгового района Виллидж.
Вдоль Керчевэл-авеню в районе Виллидж, на Фишер-роуд возле Южной средней школы Гросс-Пойнт и вдоль Мак-авеню, граничащей с Детройтом, расположены торговые и малоэтажные офисные здания.

### Климат
Для этого климатического региона характерны большие сезонные перепады температур, с теплым и жарким (и часто влажным) летом и холодной (иногда очень холодной) зимой. Согласно системе классификации климата Кёппена, Гросс-Пойнт имеет влажный континентальный климат, имеющий сокращение «Dfb» на климатических картах.

## Демография

### Перепись 2010 года
По данным переписи населения 2010 года, в городе проживало 5421 человек, 2236 домохозяйств и 1481 семей. Плотность населения составляла 5114,2 жителей на кв. милю (1974,6/кв. км). Насчитывалось 2 446 единиц жилья со средней плотностью 2 307,5 на кв. милю (890,9/кв. км). Расовый состав населения: 93,2 % — белые, 3,3 % — афроамериканцы, 0,1 % — коренные американцы, 1,6 % — азиаты, 0,1 % — жители Тихоокеанских островов, 0,2 % — другие расы и 1,5 % — две и более рас. Испаноязычные или латиноамериканцы любой расы составили 1,8 % от популяции тауншипа.
Насчитывалось 2236 домохозяйств, из которых в 33,0 % воспитывались дети в возрасте до 18 лет, проживающие с ними, 54,9 % представляли собой совместно проживающие супружеские пары, в 8,9 % домохозяйств женщины проживали без мужей, в 2,4 % домохозяйств мужчины проживали без жён и в 33,8 % домохозяйств семей не было. 30,2 % всех домохозяйств состояли из одного человека, и в 14 % из них проживали одинокие люди в возрасте 65 лет и старше. Средний размер домохозяйства — 2,42, а семьи — 3,06 человека.
Средний возраст жителя города составил 44,7 лет. 26,4 % жителей младше 18 лет; 4,9 % — в возрасте от 18 до 24 лет; 19,3 % — в возрасте от 25 до 44 лет; 33,4 % — в возрасте от 45 до 64 лет и 16,1 % — в возрасте 65 лет и старше. Гендерный состав населения города составлял 46,4 % мужчин и 53,6 % женщин.

### Перепись населения 2000 года
По данным переписи населения 2000 года, в городе проживало 5670 человек, 2388 домохозяйств и 1559 семей. Плотность населения составляла 5297,9 жителей на кв. милю (2045,5/кв. км). Насчитывалось 2 504 единиц жилья со средней плотностью 2 339,7 на кв. милю (903,4 /кв. км). Расовый состав населения: 97,18 % — белые, 0,79 % — афроамериканцы, 0,07 % — коренные американцы, 1,04 % — азиаты, 0,02 % — жители Тихоокеанских островов, 0,30 % — другие расы и 0,60 % — две и более рас. Испаноязычные или латиноамериканцы любой расы составили 1,46 % от популяции тауншипа. Согласно переписи, 19,9 % населения имели немецкое, 14,8 % — ирландское, 13,9 % — английское, 7,8 % — польское и 7,2 % — итальянское происхождение. Самой крупной зарегистрированной религиозной принадлежностью была римско-католическая.
Насчитывалось 2388 домохозяйств, из которых в 30,8 % воспитывались дети в возрасте до 18 лет, проживающие с ними, 56,7 % представляли собой совместно проживающие супружеские пары, в 7,1 % домохозяйств женщины проживали без мужей, и 34,7 % домохозяйств не имели семей. 31,1 % всех домохозяйств состояли из одного человека, при этом в 13,8 % из них проживали одинокие люди в возрасте 65 лет и старше. Средний размер домохозяйства — 2,37, а семьи — 3,02 человека.
Средний возраст жителя города составил 42 года. Население города было распределено соответственно: 25,4 % — в возрасте до 18 лет, 4,3 — % в возрасте от 18 до 24 лет, 25,3 % — в возрасте от 25 до 44 лет, 29,3 % — в возрасте от 45 до 64 лет и 15,7 % — в возрасте 65 лет и старше. На каждые 100 женщин приходилось 88,1 мужчин. На каждые 100 женщин старше 18 приходилось 83,2 мужчин.
Средний доход домохозяйства в городе составлял 89.492 долларов, а средний доход семьи — 101.889 долларов. Средний доход мужчин составлял 79.637 долларов против 44.167 долларов у женщин. Доход на душу населения в городе составил 53.942 доллара. Около 2,2 % семей и 5,8 % всего населения находились ниже черты бедности, в том числе 1,3 % — младше 18 лет и 1,9 % — старше 65 лет.

## Застройка центра города
Генеральный план допускает дополнительный рост центра города Гросс-Пойнт, что позволяет расширить пространство, ориентированное на магазины и удобства. В частности, два участка (по обе стороны от Сент-Клэр-авеню), которые в настоящее время используются для муниципальной парковки, непосредственно к северу от текущего торгового ряда, находятся в центре планируемого развития.
Здание бывшего универмага Jacobson's на Керчевэл-авеню, к западу от Сент-Клэр, было полностью реконструировано. Офисные помещения на верхнем этаже сопровождают ряд новых магазинов розничной торговли, в том числе продуктовый магазин Trader Joe’s, занимающий специализированное помещение в отремонтированном здании. Кроме того, в 2011 году на месте бывшего продуктового магазина Kroger на углу Керчевэл и Нотр-Дам-стрит выросло новое здание.

## Образование
Государственными школами в городе управляет Система государственных школ Гросс-Пойнта.
Начальная школа Льюиса Мэйра в Гросс-Пойнте и средняя школа Пирса в парке Гросс-Пойнт обслуживают западную половину города, в то время как начальная школа имени отца Габриэля Ришара и средняя школа Браунелла, находящиеся в Гросс-Пойнт-Фармс, обслуживают другую половину. Все жители распределены в южную среднюю школу Гросс-Пойнт в Гросс-Пойнт-Фармс. Гросс-Пойнт-Вудс и Гросс-Пойнт-Шорс посещают среднюю школу Гросс-Пойнт-Норт.
В Гроссе-Пойнте также находится одна из лучших частных школ штата — Университетская школа Лиггетт в Гросс-Пойнт-Вудс. Школа Лиггетт обслуживает классы с дошкольного возраста до 12-го класса и известна своей прогрессивной учебной программой, начинающей с методики дошкольного образования в дошкольных и младших классах школы.
В Гросс-Пойнт-Фармс находится Академия Гросс-Пойнт.

### Библиотеки
В Гросс-Пойнте действует сеть публичных библиотек, состоящая из филиалов в Гросс-Пойнт-Парк, Гросс-Пойнт-Фармс и Гросс-Пойнт-Вудс.

## В поп-культуре
Название города и его окрестности фигурируют в фильме 1997 года «Убийство в Гросс-Пойнте», а также в телевизионных сериалах «Гросс Пойнт» (2000—2001) и «Садовничество в Гросс-Пойнте» (2025).

## Известные места
- Деревенский торговый район, Керчеваль-роуд между Неффом и Кадье.
- Нефф-парк, у подножия Юниверсити-Плейс. Парк с ограниченным доступом с пирсом и гаванью на юге озера Сент-Клер, бассейном, игровыми площадками, местами для пикников, волейбольными площадками и катанием на коньках зимой.
- Поле Джорджа Элуорти. Городской парк с теннисными кортами, спортивными площадками (включая бейсбольные площадки Малой лиги[англ.]) и игровыми площадками. Граничит с Нефф-Роуд, Сент-Клэр-авеню, Ватерлоо-Стрит и Шарлевуа-стрит.

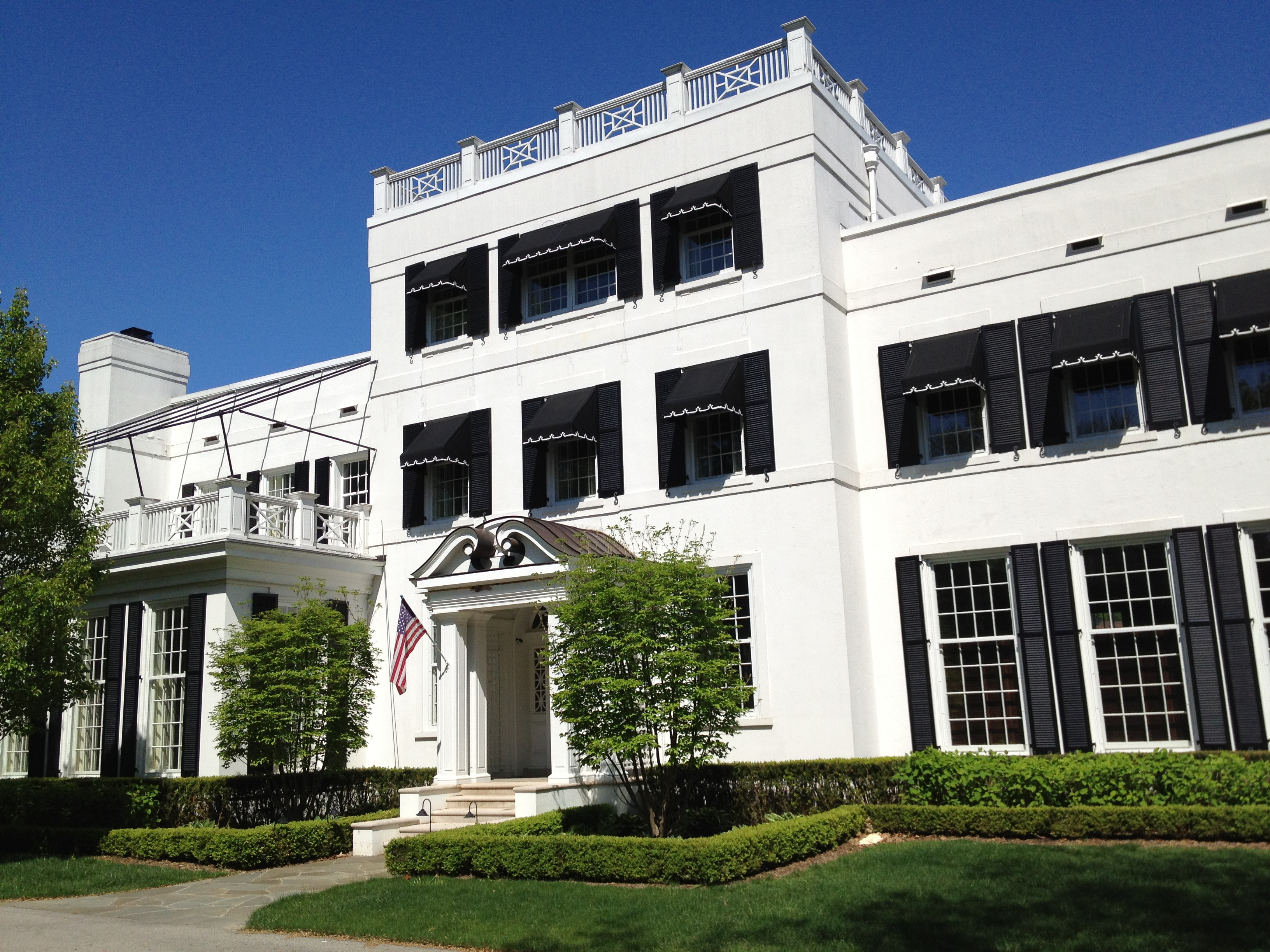
Торговый дом Мюррея

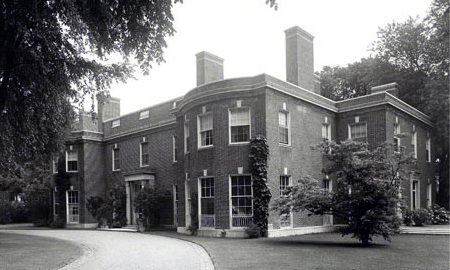
Дом Бенсона Форда

- Дом Ральфа Хармона Бута, Вашингтон-роуд, 315. Самый большой дом в городе; архитектурно значимый особняк в стиле английского возрождения, спроектированный Маркусом Берроузом[англ.], посреди других исторических домов. Бывший дом президента Booth Newspapers, который занимал пост посла США в Дании и основного филантропа Детройтского института искусств.
- Дом Генри Тиффани Коула, Лейкленд, 394 в Моми. Большой особняк в стиле Тюдоров.
- Дом Джона М. Дуайера, Лейкленд, 372. Огромный особняк в георгианском стиле, часть ряда особняков на Лоуэр-Лейкленд-авеню.
- Уотерман-Хаус, Линкольн, 330. Оштукатуренный особняк в георгианском стиле, построенный в 1911 году на углу Моми. Когда-то это был дом изобретателя подвесного лодочного мотора. Здесь находится часовня, привезённая из Англии.
- Торговый дом Мюррея, Линкольн, 251. Итальянская вилла с белой штукатуркой на Джефферсон-авеню, построенная в 1917 году. Спроектирован знаменитым Луисом Кампером[англ.], архитектором в том числе нескольких небоскрёбов в центре Детройта.
- «Роузкрофт», дом Б. Тобина, 266, Лейкленд-авеню. Уникальный дом в стиле Тюдоров 1912 года, спроектированный Альбертом Каном.
- «Вудли-Грин», дом Бенсона Форда, на берегу озера Сент-Клэр. Знаменитый георгианский дом 1934 года, спроектированный Хью Кейсом[англ.].
- Несколько кварталов особняков и архитектурно значимых домов (включая несколько таунхаусов) на Линкольн, Вашингтон, Рузвельт, Ривард, Университет и Лейкленд-авеню, к югу от Керчевэл.
- Исторические небольшие дома, одни из старейших в городе, вдоль Сент-Клэр-авеню и Нотр-Дам-авеню, недалеко от Керчевэл.
- Несколько корпусов домов, представляющих высококлассную жилую архитектуру периода 1910—1930 годов.
- Додж-Плейс, район середины века, построенный на месте бывшего особняка (особняков) Ораса и Анны Додж.
- Торговый район Фишер-Роуд (между Сент-Полом и Моми), напротив южной средней школы Гросс-Пойнт.
- Деловой район Мак-авеню, приграничный с Детройтом и расположенный вдоль Мак-авеню в Гросс-Пойнте.
- Начальная школа Мэйр на Кадье-авеню, единственная из государственных школ Гросс-Пойнта внутри небольшого города.
- Унитарианская церковь Гросс-Пойнта на Моми-авеню, единственная церковь в городе площадью в одну квадратную милю.

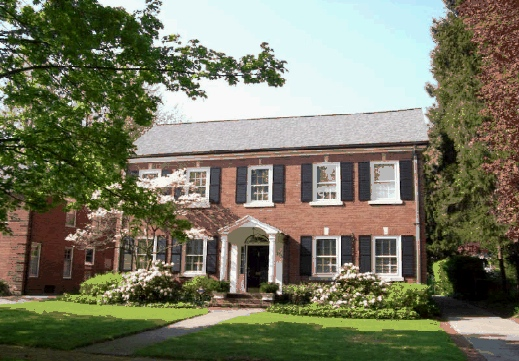
Резиденция Джона Р. Саттона-младшего
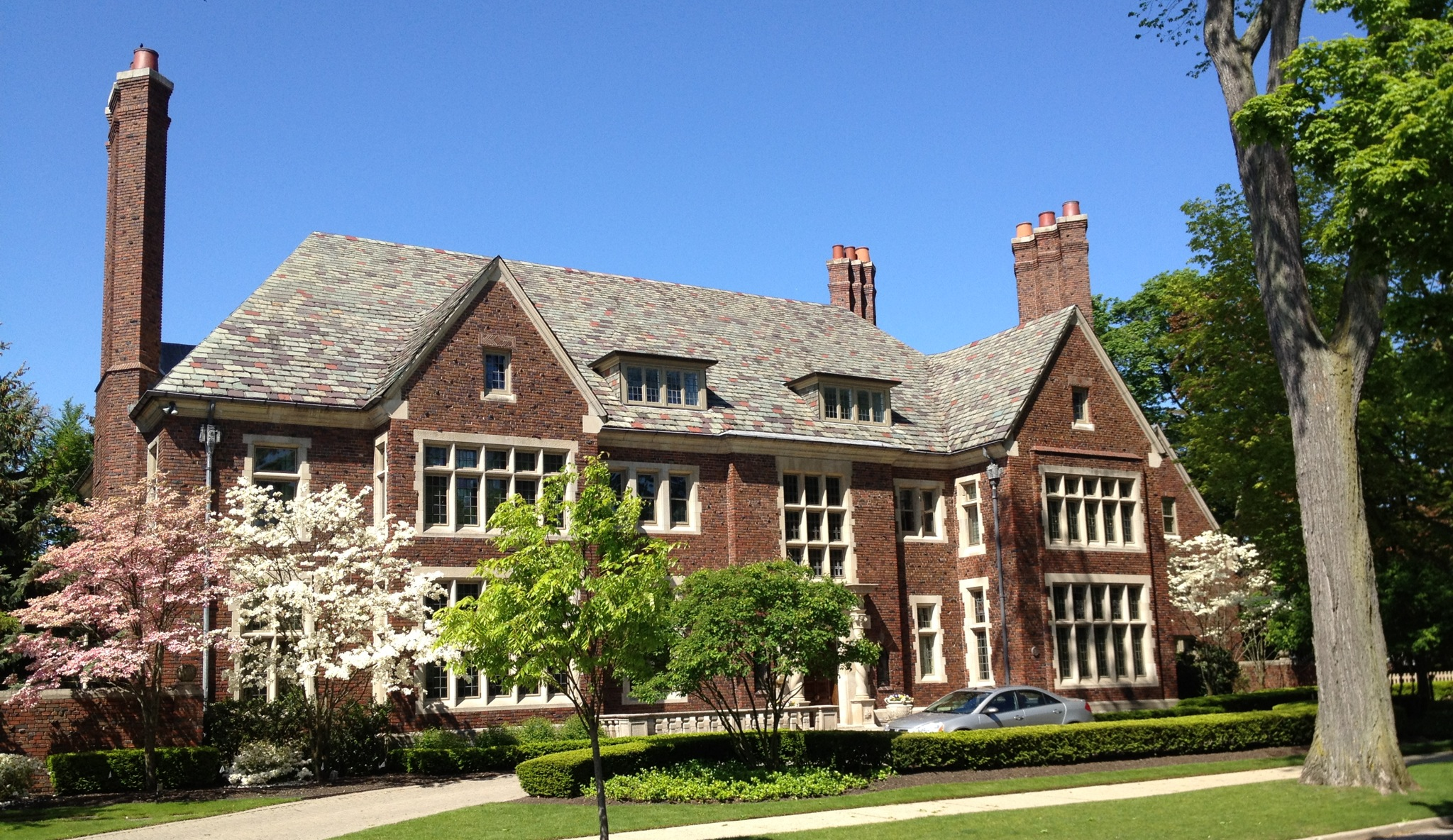
Дом в тюдоровском стиле, эпохи Якова
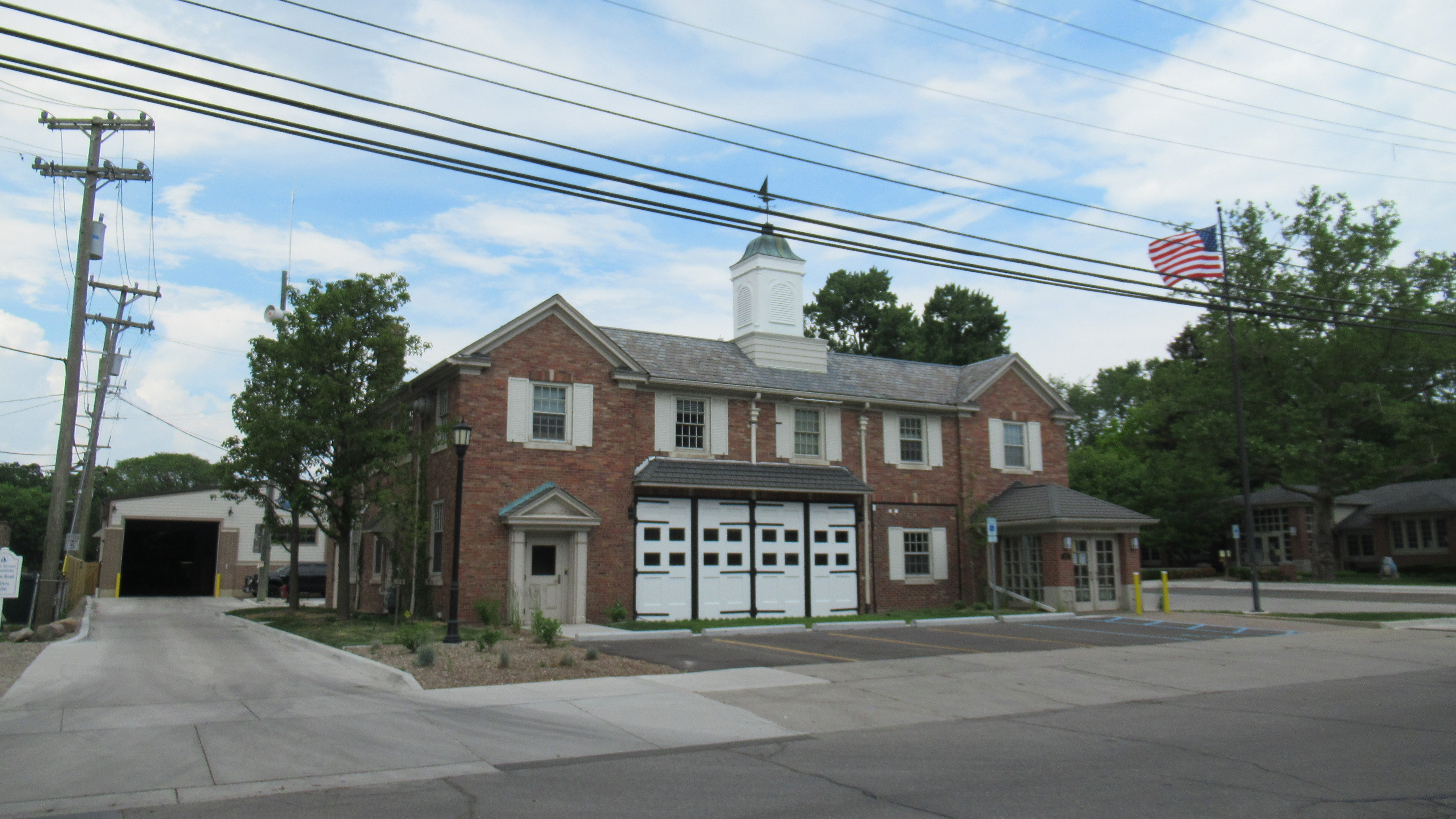
Полицейский департамент и суд
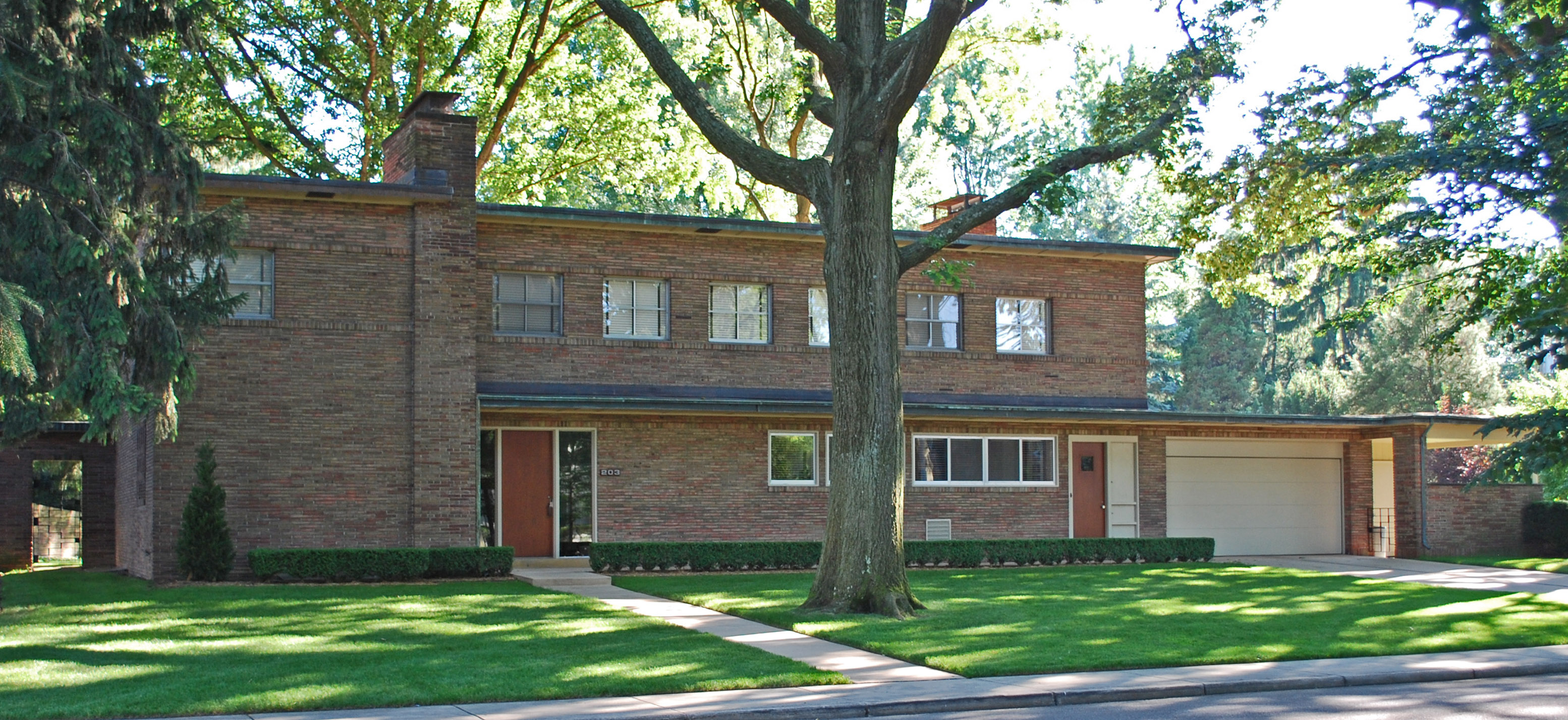
Дом Чарльза и Ингрид Кебель[англ.]
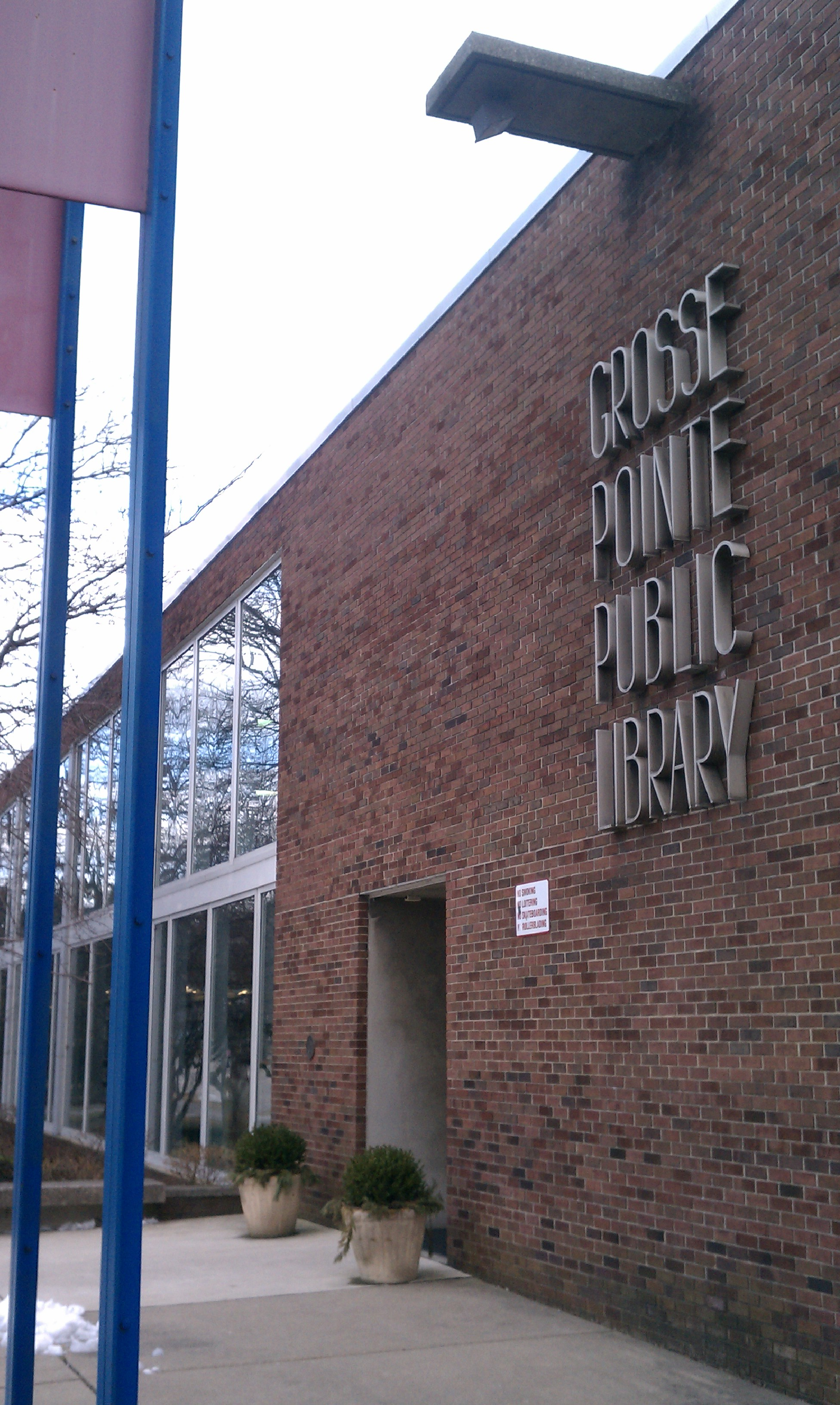
Центральный филиал публичной библиотеки Гроссе-Пойнта[англ.]
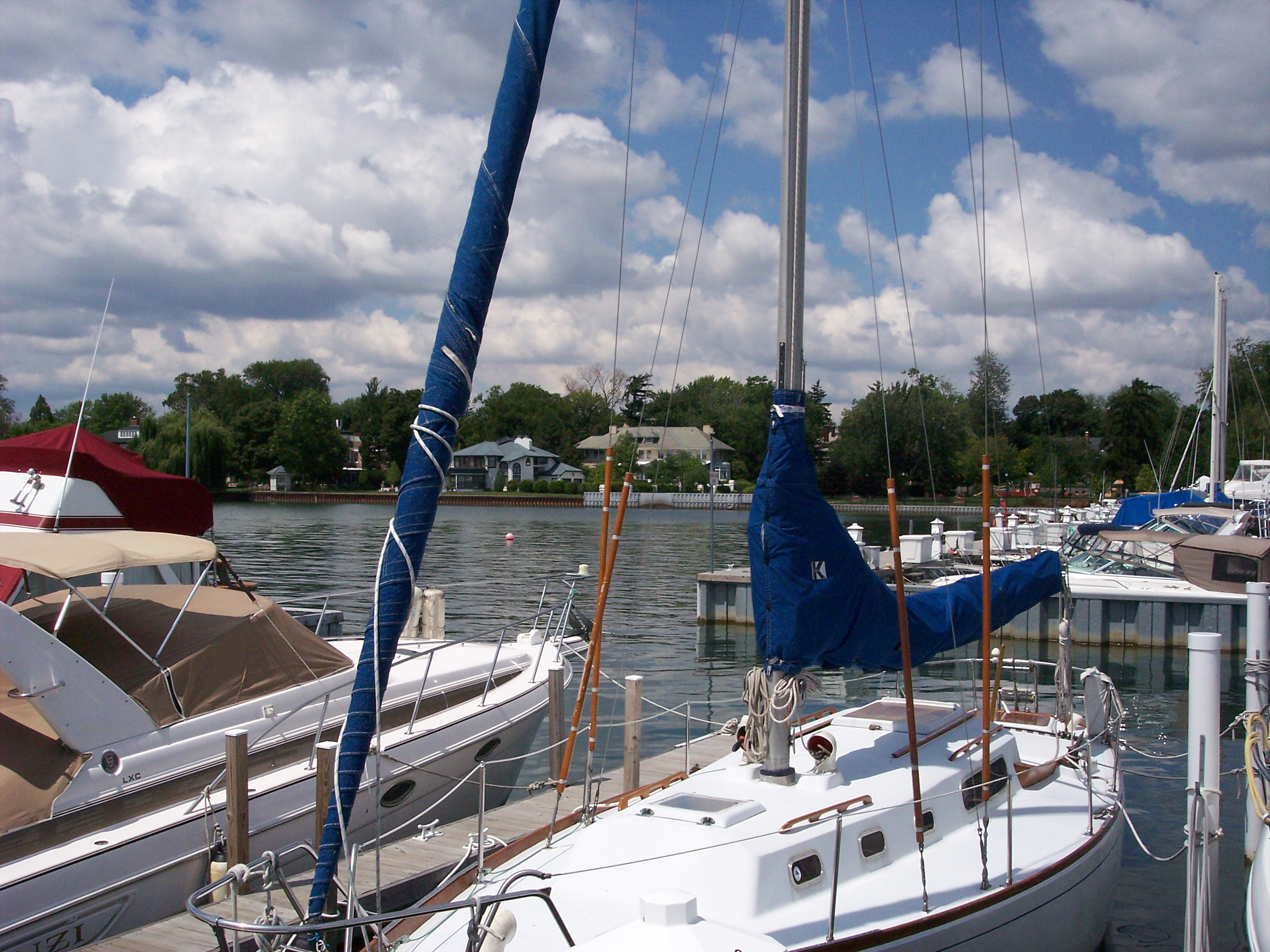
Порт Гросс-Пойнта
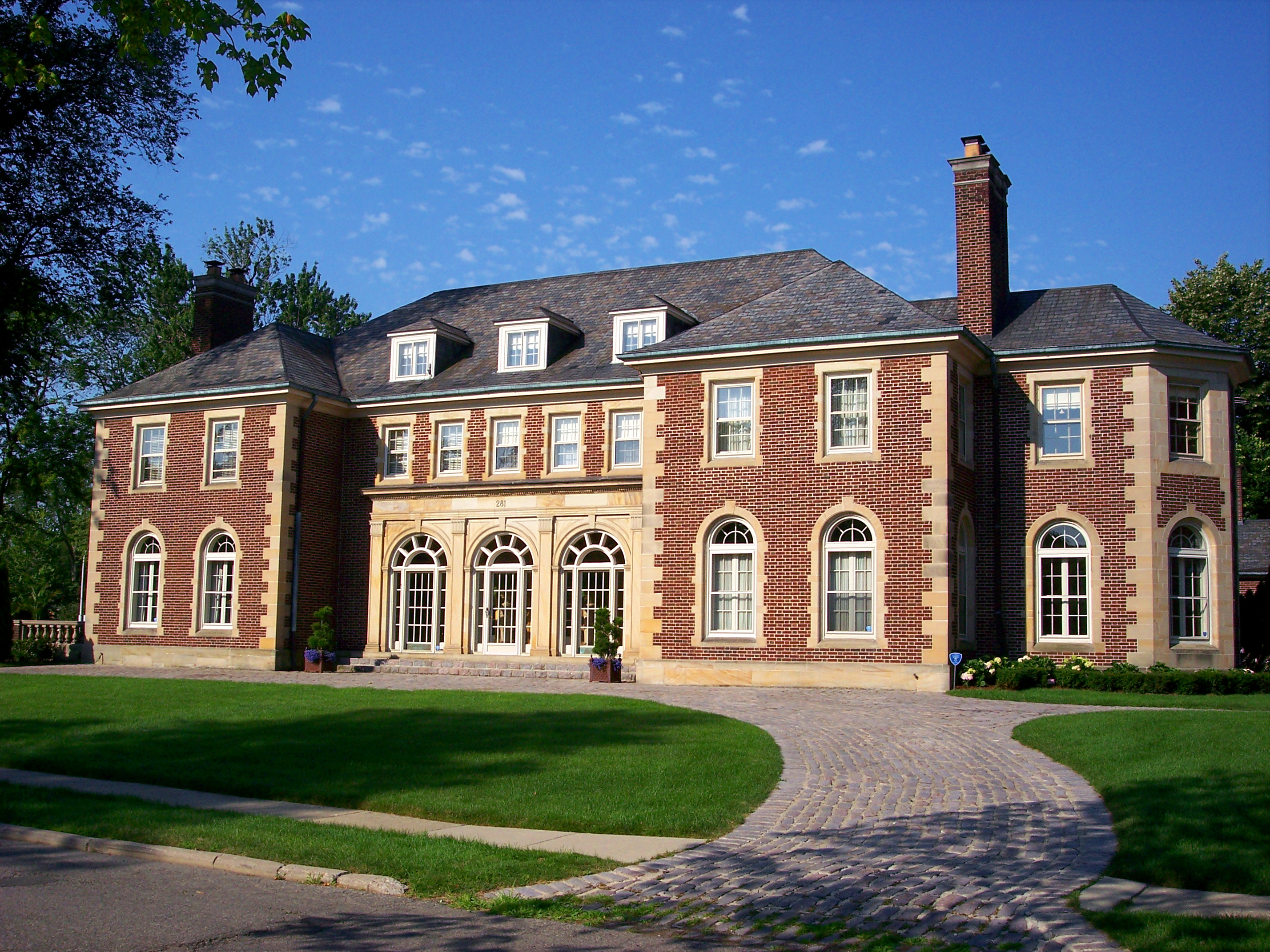
Поместье в георгианском стиле
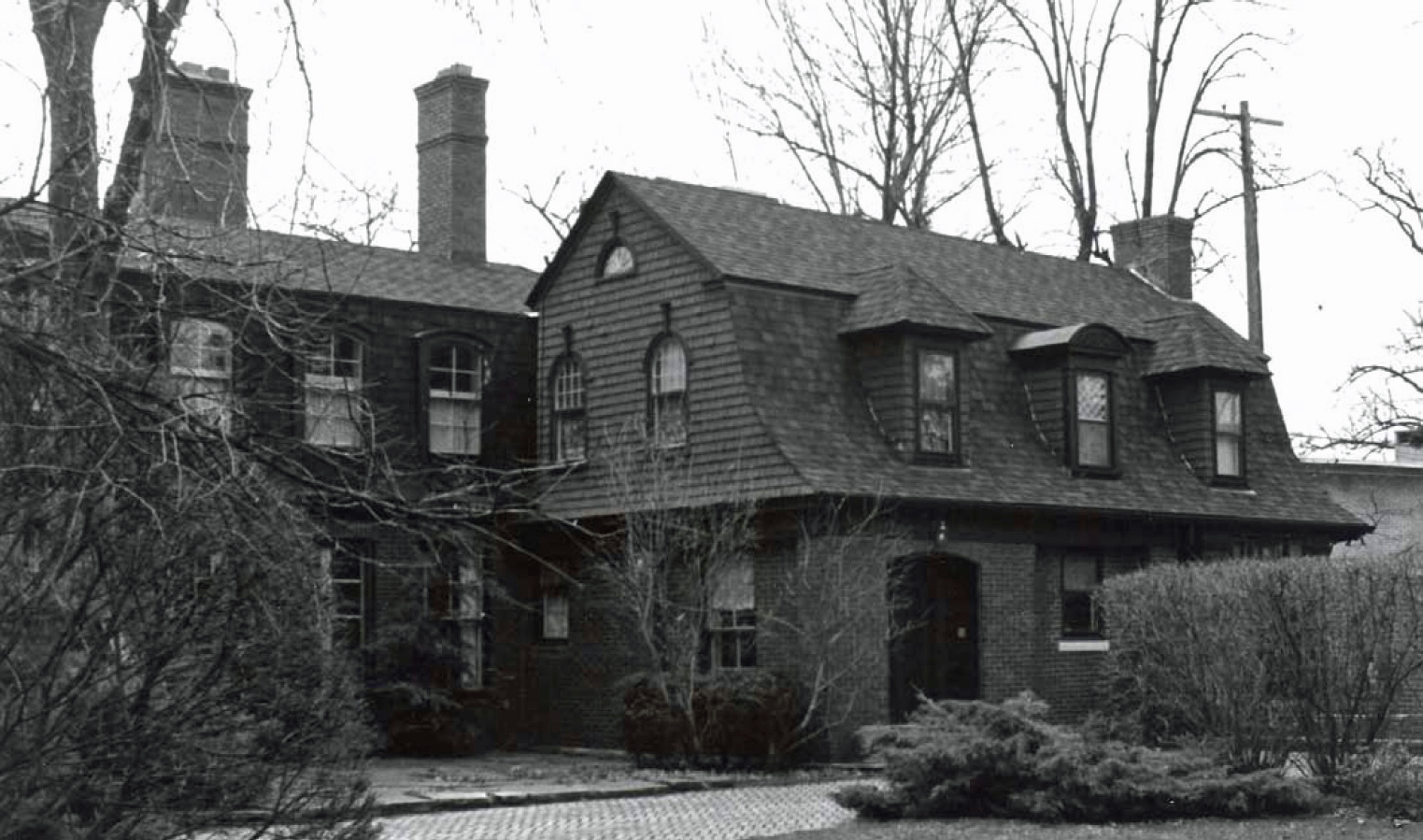
Дом Хейзен Пингри
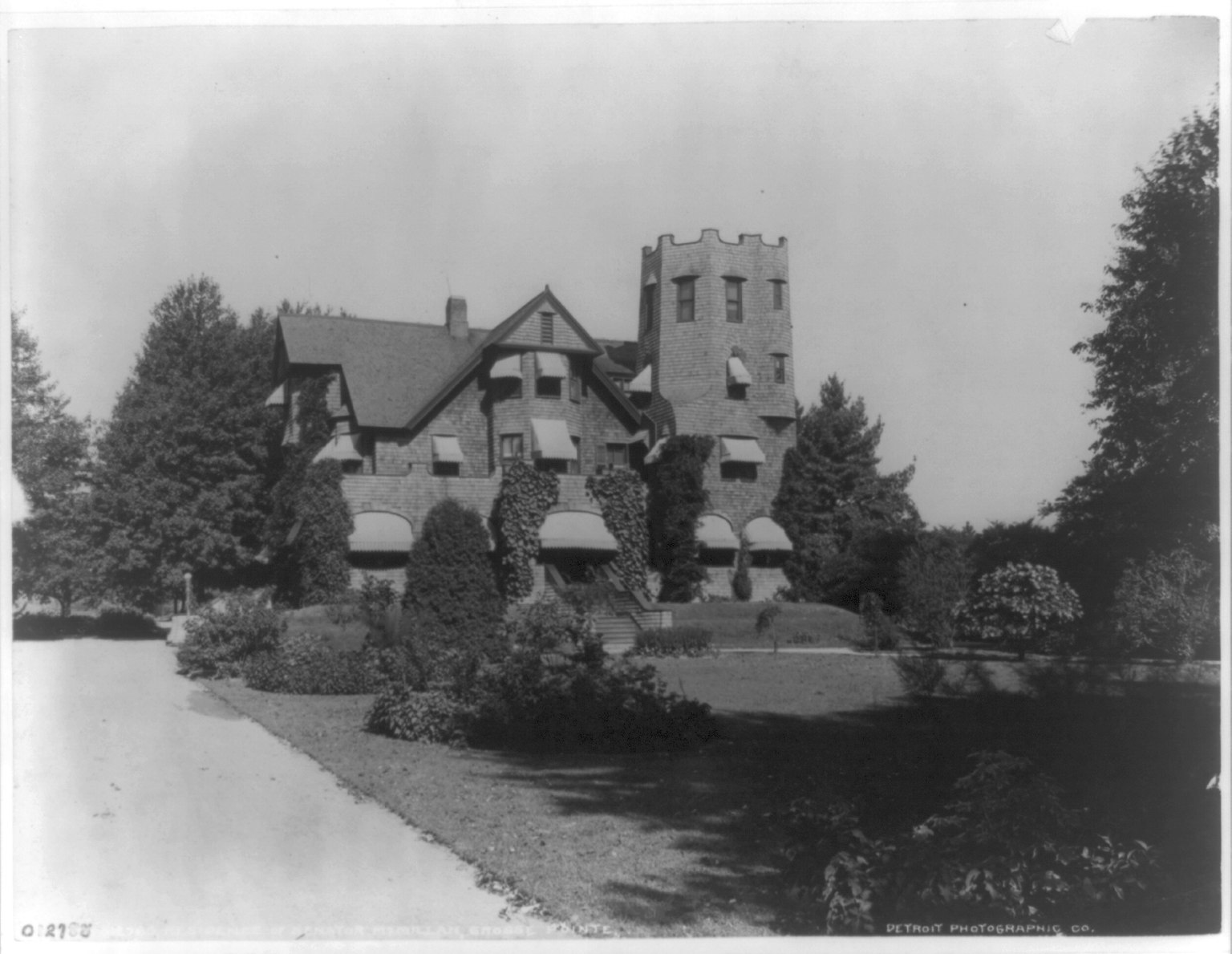
резиденция сенатора Джеймса Мак-Миллана[англ.]
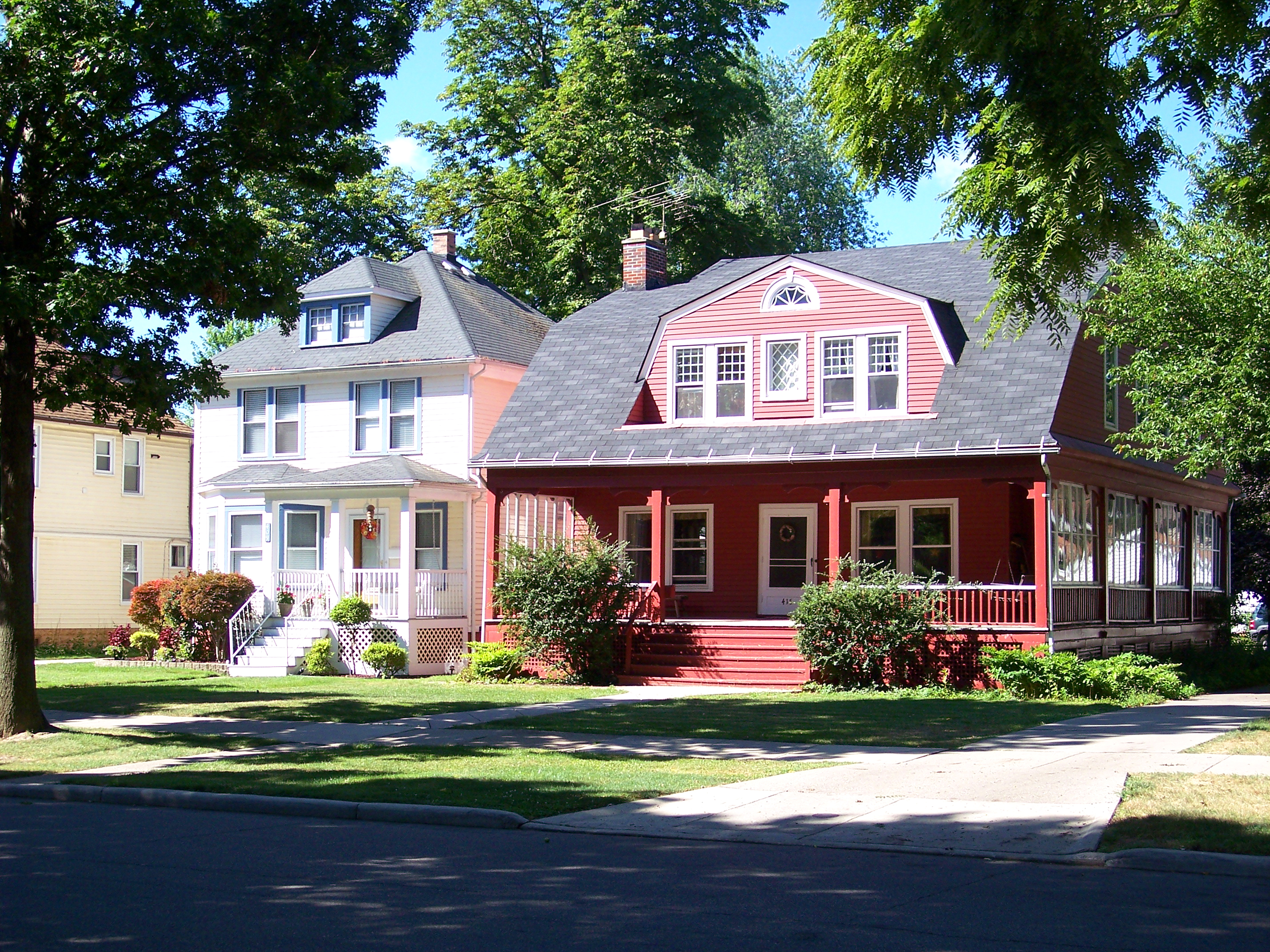
Дома в викторианском стиле
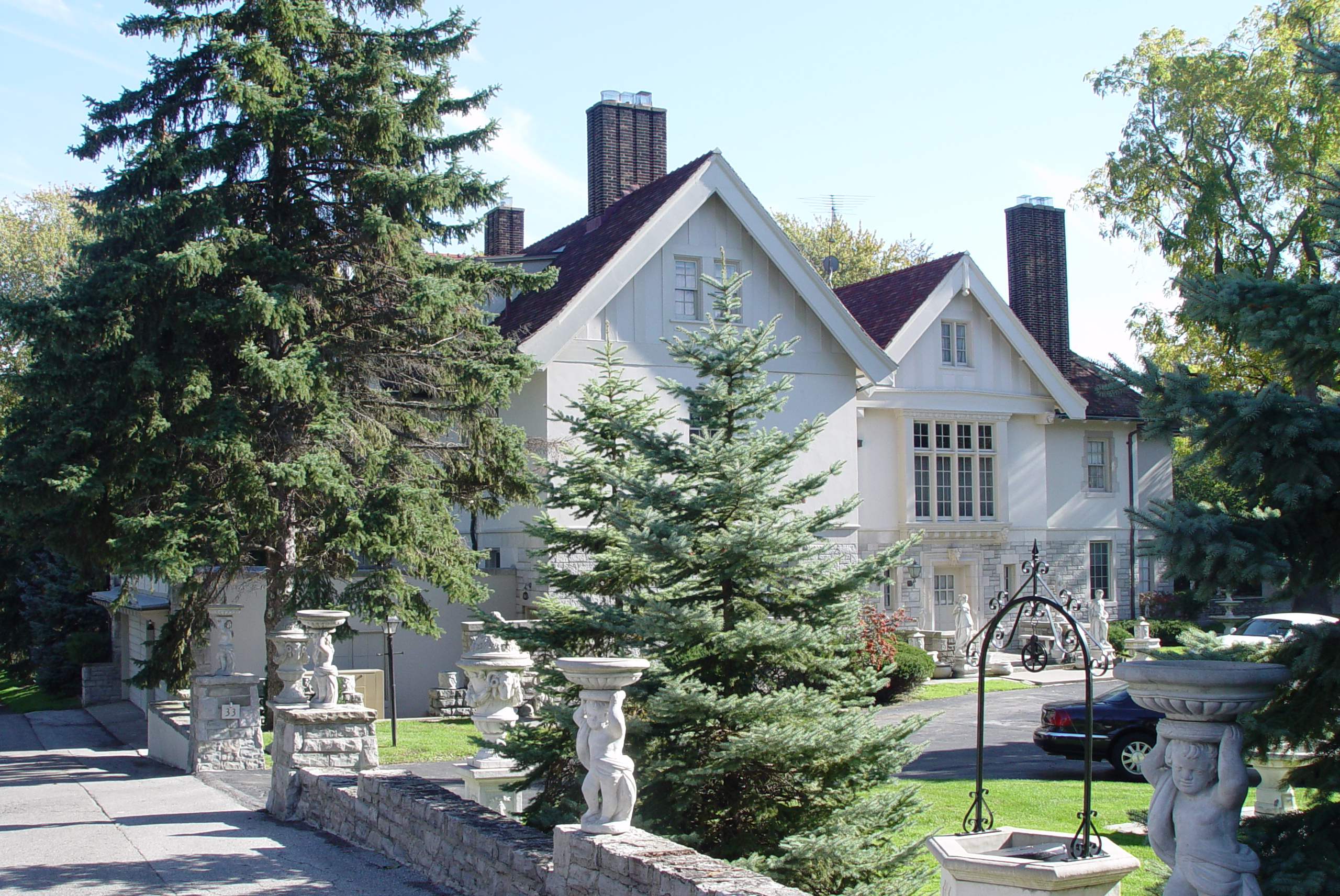
Дом Джона Вудхауса[англ.]

## Известные люди
- Грегг Александер[англ.] (род. 1970) — американский певец, фронтмен New Radicals.
- Анита Бейкер (род. 1958) — американская певица в стиле соул и джаз, обладательница восьми премий Грэмми.
- Мигель Кабрера (род. 1983) — венесуэльский бейсболист, игрок МЛБ за «Флорида Марлинс» и «Детройт Тайгерс»[6]
- Рой Чейпин[англ.] (1915—2001) — американский менеджер, автомобильный председатель American Motors.
- Лора Девон (1931—2007) — американская актриса.
- Джеффри Евгенидис (род. 1960) — американский писатель, лауреат Пулитцеровской премии.
- Эдсель Форд-ст.- (1893—1943) — американский автопроизводитель, президент Ford Motor Company.
- Эдсель Форд-мл.[англ.] (род. 1948) — американский автопроизводитель, вице-президент Ford.
- Елена Форд[англ.] (род. 1966) — американский менеджер, , вице-президент Ford.
- Генри Форд (1917—1987) — президент Ford Motor Company.
- Марта Форд[англ.] (род. 1925) — американская бизнесвумен, владелец и председатель «Детройт Лайонс».
- Уильям Форд[англ.] (1925—2014) — американский бизнесмен, владелец и председатель «Детройт Лайонс», член совета директоров Ford Motor Company.
- Джули Харрис (1925—2013) американская актриса, лауреат премий «Эмми», «Тони» и «Грэмми».
- Эдвард Херрманн (1943—2014) — американский актёр, лауреат премии «Эмми».
- Джон Хьюз (1950—2009) — американский кинорежиссер, продюсер и сценарист.
- Джуланна Джонстон (1900—1988) — американская актриса немого кино.
- Аарон Крикштейн (род. 1967) — американский теннисист.
- Дэвид Легуанд (род. 1980) — американский хоккеист.
- Мэтт Летчер (род. 1970) — американский актёр.
- Лиза Лоцицеро (род. 1970) — американская телевизионная актриса.
- John 5 (род. 1970) — американский гитарист-виртуоз.
- Майкл Маккэррон (род. 1995) — американский хоккеист.
- Джим Миллер (род. 1971) — американский игрок в американский футбол.
- Джей Симмонс (род. 1955) — американский актёр, двукратный лауреат премии «Оскар».
- Чарльз Свифт[англ.] (1854—1929) — американский бизнесмен, основатель Meralco[англ.] и нескольких железных дорог.
- Марк Тремонти (род. 1974) — американский гитарист и вокалист.
- Кори Тропп (род. 1989) — американский хоккеист.
- Зак Веренски (род. 1997) — американский хоккеист.
- Мег Уайт (род. 1974) — американская музыкантка.
- Ральф Уилсон[англ.] (1918—2014) — американский бизнесмен и спортивный менеджер, основатель и владелец «Баффало Биллс».
- Гомер Фергюсон (1889—1982) — американский юрист и политик, 15-й сенатор США (2 класса) от штата Мичиган.

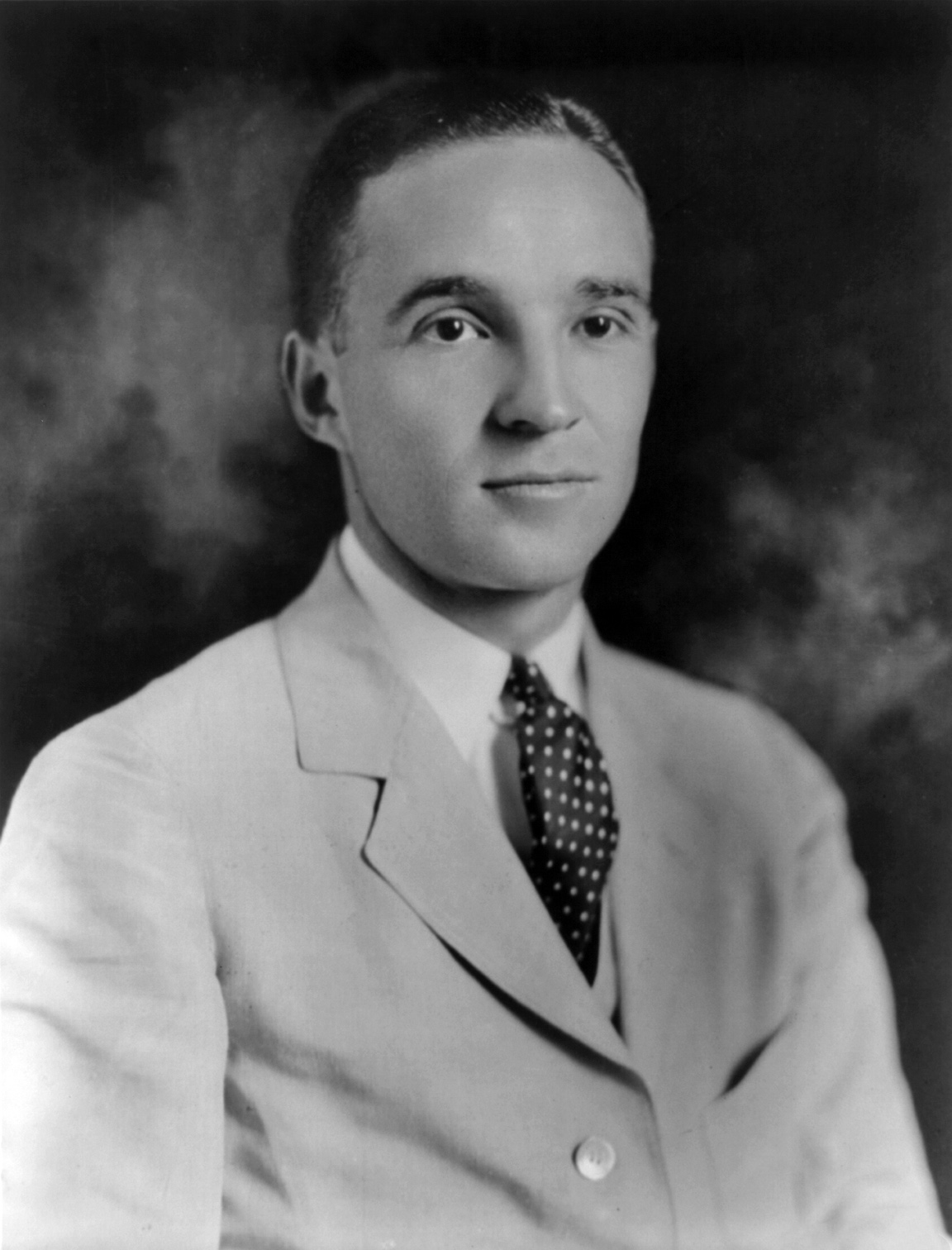
Эдсель Форд-ст.
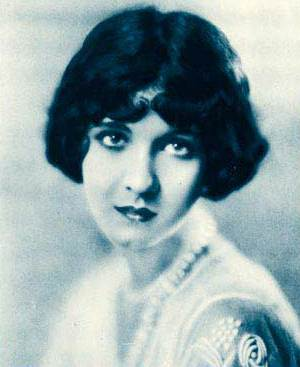
Джуланна Джонстон
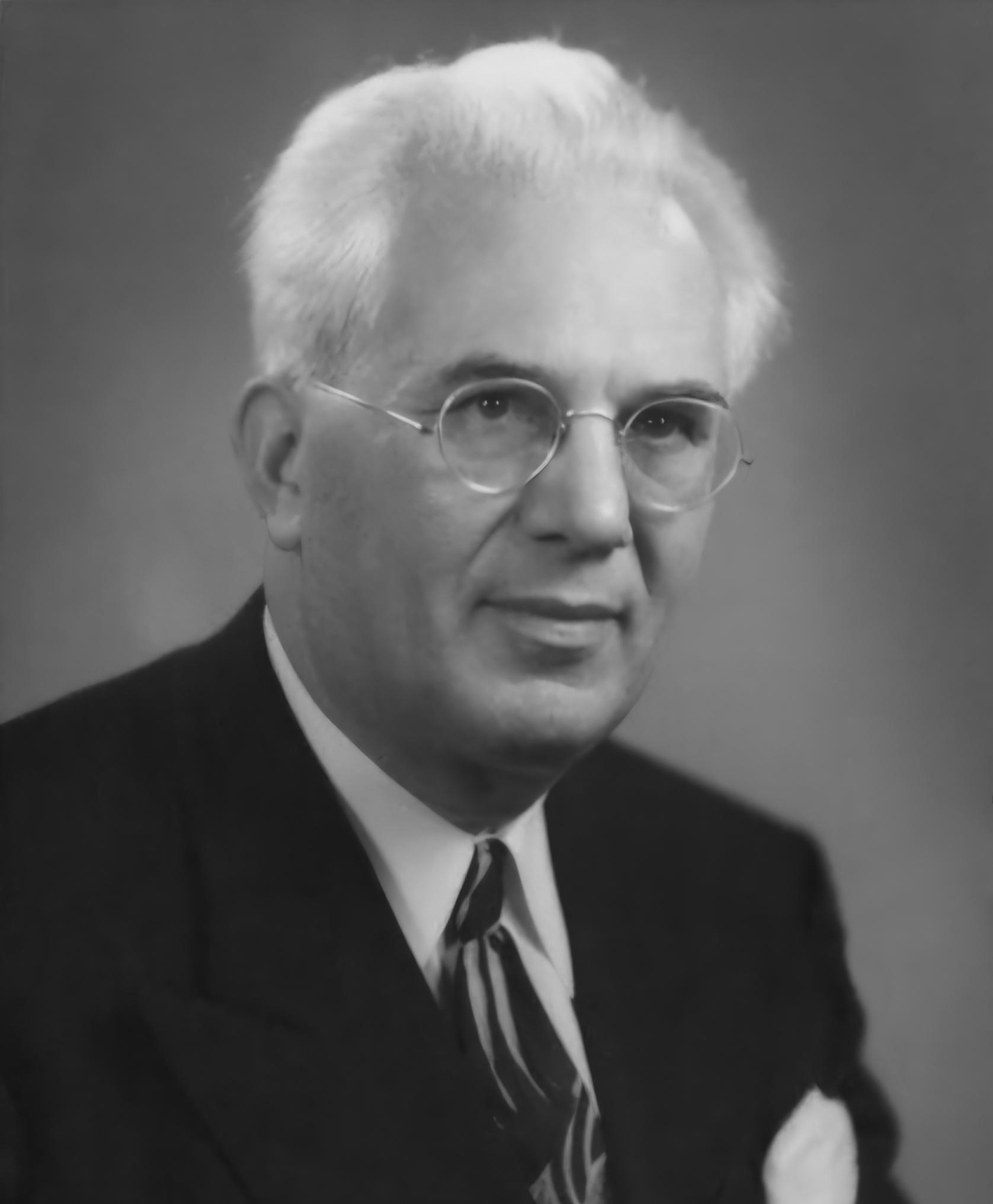
Гомер Фергюсон
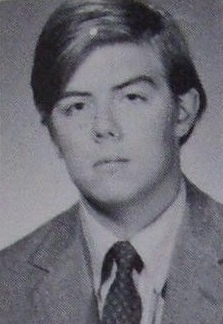
Джон Хьюз